# Kilomètre par heure
« km/h » redirige ici. Pour les autres significations, voir km/h (homonymie).

Les vitesses maximales autorisées sur la route sur les panneaux de signalisation routière dans le monde:
Kilomètre par heure (km/h)
Mille par heure (mph)
Les deux
Aucun

Le kilomètre par heure, ou kilomètre à l'heure, symbole km/h (ou km h−1) est une unité de mesure de la vitesse. 1 km/h est la vitesse nécessaire pour parcourir un kilomètre en une heure. Il s'agit d'un multiple de l'unité de vitesse dérivée du Système international d'unités qu'est le mètre par seconde, avec 1 m/s = 3,6 km/h, ou 1 km/h ≈ 0,278 m/s.

## Définition
La formulation, scientifiquement incorrecte, « kilomètre-heure »,, doit être comprise comme « kilomètre par heure ». 
Dans sa volonté de normalisation, l'Afnor précise :

« En aucun cas, on ne doit omettre le mot « par », ni le remplacer par un trait d'union, en raison de la convention faite pour l'expression des produits. À l'intérieur d'un nom d'unité, le mot « par » ne doit pas non plus être remplacé par l'un des symboles de la division (/ : -), ceux-ci n'étant à employer qu'entre symboles d'unités. »

L'Afnor précise aussi qu'« il est toléré de dire « kilomètre à l'heure » ».
Le grammairien Maurice Grevisse précise dans son ouvrage Le Français correct l'usage possible aussi bien de la préposition « par » pour un usage technique, que de la préposition « à » pour un usage courant.

### Conversions
- 1 km/h = 0,621 371 mph
- 1 mph = 1,609 34 km/h
- 1 km/h = 0,539 957 nœud
- 1 nœud = 1,852 km/h